# 古武当山

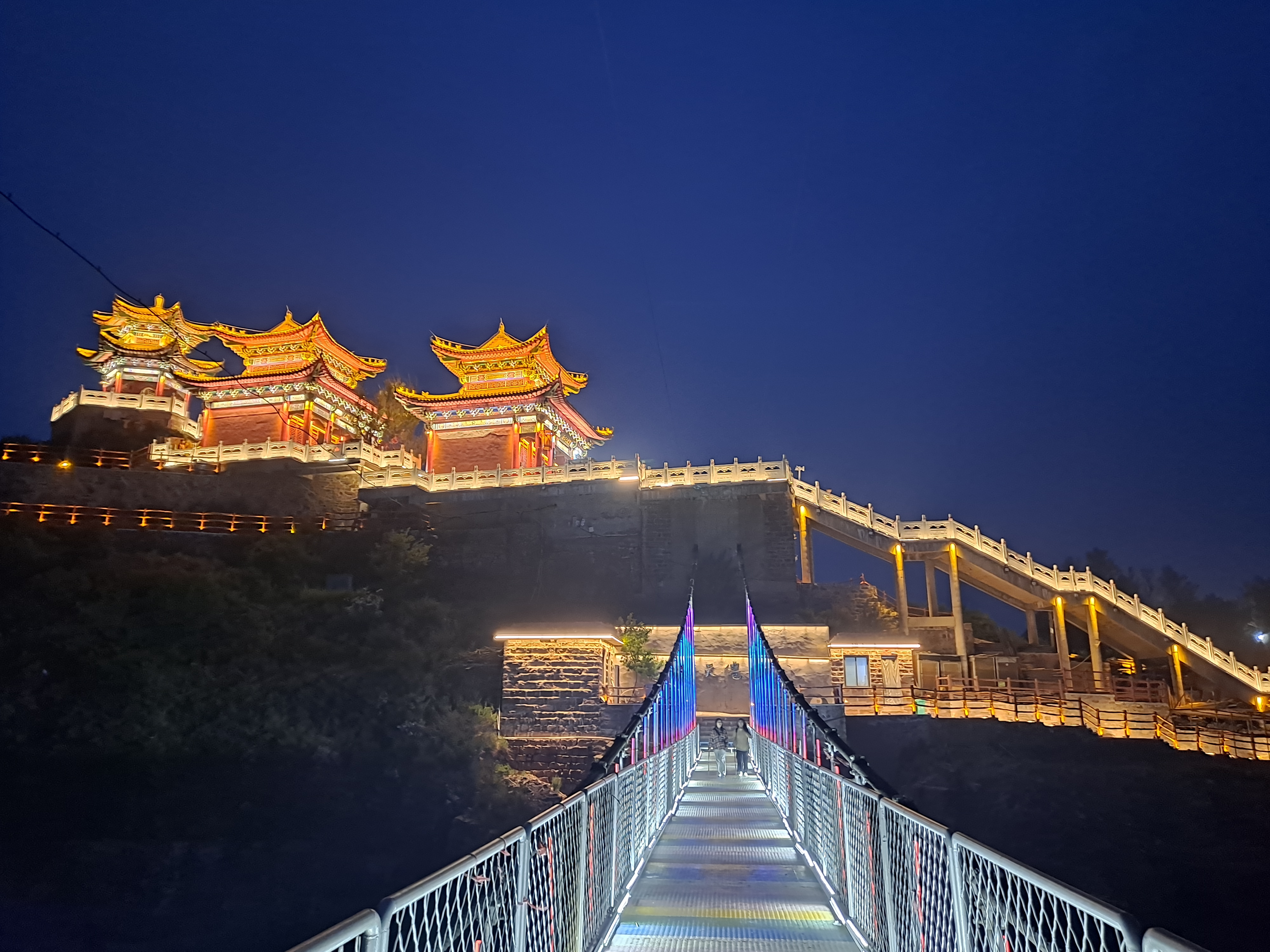
摩天仙桥上看奶奶顶

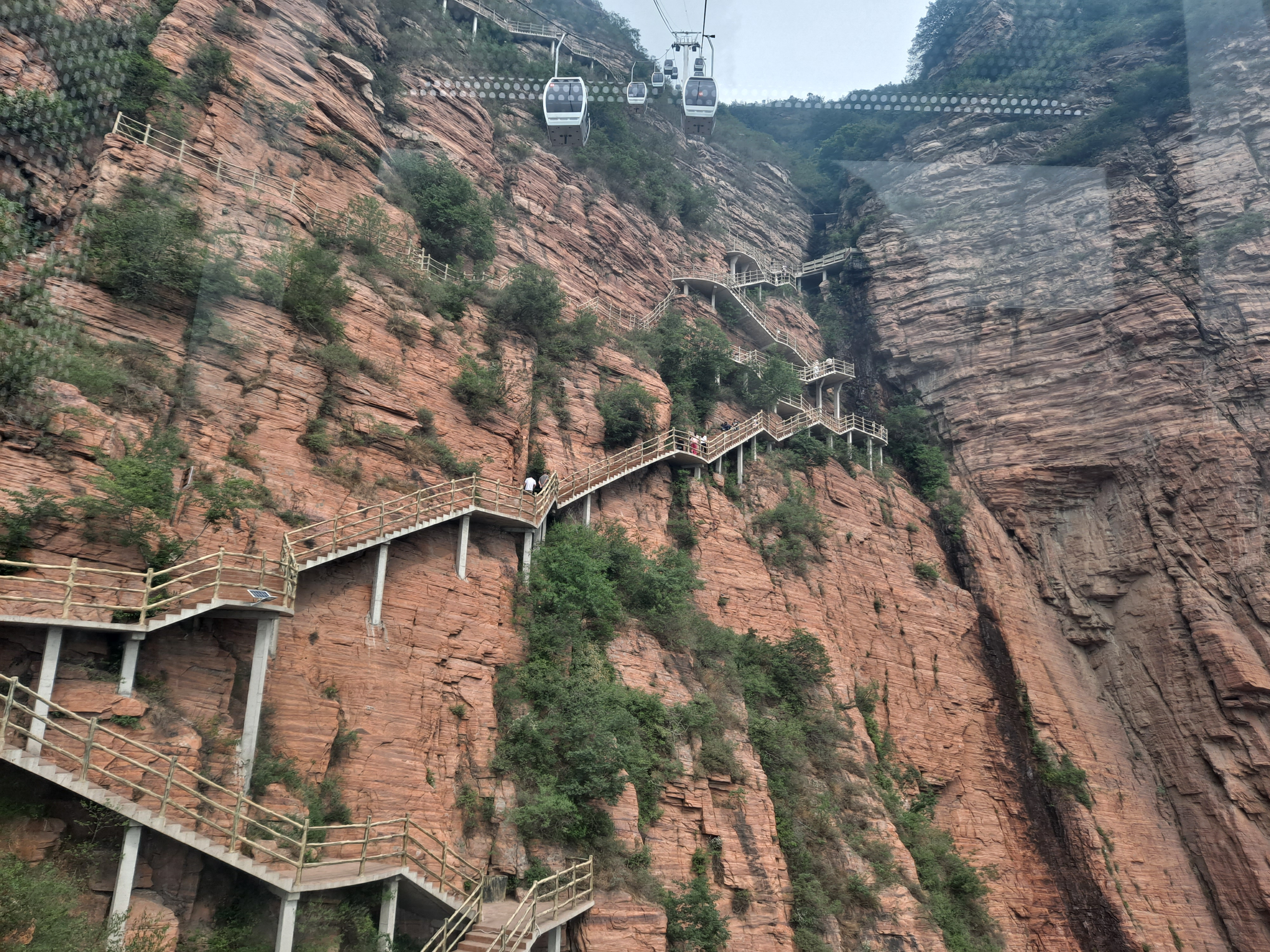
古武当山缆车上看栈道

古武当山位于太行山东麓河北邯郸武安市，是国家4A级旅游景区，主峰金顶海拔1437.7米。据庙里古碑记载，此山至少从唐朝开始就被称为“武当山”，早于湖北十堰的南武当（原名“太和山”，明朝之后改称武当山）和山西北武当山（原名“龙王山”，清朝之后改称武当山）。
2023年9月， 景区开始推出夜爬。游客可以欣赏山顶亮灯夜景，也可以看日出。